# Christia convallaria
Christia convallaria là một loài thực vật có hoa trong họ Đậu. Loài này được (Schindl.) Ohashi miêu tả khoa học đầu tiên.